# Bredstedt
Bredstedt (frisó septentrional goesharder Bräist , danès Bredsted) és una ciutat del districte de Nordfriesland, dins l'Amt Mittleres Nordfriesland, a l'estat alemany de Slesvig-Holstein. Està situada a 16 kilòmetres de Husum. Es troba uns 6 km a l'est de la Mar del Nord, 72 km a l'oest de Kiel, 144 quilòmetres al nord-oest d'Hamburg, i 35 km al sud-oest de Flensburg.

## Personatges il·lustres
- Christian Albrecht Jensen, pintor.